# Giovanni Onorato
Giovanni Onorato (Palermo, 7 febbraio 1902 – Palermo, 23 febbraio 1960) è stato un attore italiano.

## Biografia
Attore teatrale attivo fin dalla prima metà degli anni trenta nella compagnia di Michele Abruzzo, era il padre di Glauco Onorato, divenuto poi un affermato attore e doppiatore, di Marco Onorato, che intraprese la carriera di direttore della fotografia, di Maria Virginia Onorato, attrice, regista e sceneggiatrice, nonché nonno del doppiatore Riccardo Niseem Onorato.
Il suo esordio sullo schermo avviene nel 1937 nel film Il dottor Antonio di Enrico Guazzoni in un ruolo minore.
Attore caratterista, viene ricordato soprattutto per la sua interpretazione del Lungo nei primi tre film della saga di Don Camillo.
Tra i film in cui appare La Gorgona del 1942 di Guido Brignone e La Fornarina del 1944 sempre di Guazzoni.
Continua a recitare sullo schermo cinematografico fino alla prima metà degli anni cinquanta. Nel 1954 gira alcune località italiane con lo spettacolo Quando la luna è blu per la regia di Luigi Cimara, dove interpreta Michele O'Neill; ruolo apprezzato dalla critica. Nel 1956 recita nella prosa televisiva Rai La maestrina.
Muore a soli 58 anni, il 23 febbraio 1960.

## Filmografia

### Cinema
- Il dottor Antonio, regia di Enrico Guazzoni (1937)
- Ettore Fieramosca, regia di Alessandro Blasetti (1938)
- L'ha fatto una signora, regia di Mario Mattoli  (1938)
- Finisce sempre così, regia di Enrique Susini (1938)
- Montevergine, regia di Carlo Campogalliani (1939)
- Sei bambine e il Perseo, regia di Giovacchino Forzano (1939)
- Torna caro ideal, regia di Guido Brignone (1939)
- Il pirata sono io!, regia di Mario Mottoli (1940)
- La fanciulla di Portici, regia di Mario Bonnard (1940)
- Giuliano de' Medici, regia di Ladislao Vajda (1940)
- Il re d'Inghilterra non paga, regia di Giovacchino Forzano (1941)
- Le due tigri, regia di Giorgio Simonelli (1941)
- Il cavaliere senza nome, regia di Ferruccio Cerio (1941)
- Beatrice Cenci, regia di Gudo Brignone (1941)
- Il re si diverte, regia di Mario Bonnard (1941)
- Una signora dell'Ovest, regia di Carl Koch (1941)
- I promessi sposi, regia di Mario Camerini (1941)
- Capitan Tempesta, regia di Corrado D'Errico (1942)
- Rossini, regia di Mario Bonnard (1942)
- Bengasi, regia di Augusto Genina (1942)
- I due Foscari, regia di Enrico Fulchignoni (1942)
- Redenzione, regia Marcello Albani (1942)
- Orizzonte di sangue, regia di Gennaro Righelli (1942)
- Il fanciullo del West, regia di Giorgio Ferroni (1942)
- Rita da Cascia, regia di Antonio Leonviola (1943)
- La Fornarina, regia di Enrico Guazzoni (1943)
- Macario contro Zagomar, regia di Giorgio Ferroni (1944)
- L'adultera, regia di Duilio Coletti (1946)
- Un americano in vacanza, regia di Luigi Zampa (1946)
- Voglio bene soltanto a te!, regia di Giuseppe Fatigati (1946)
- Amanti in fuga, regia di Giacomo Gentilomo (1946)
- Abbasso la ricchezza!, regia di Gennaro Righelli (1947)
- Tombolo, paradiso nero, regia di Giorgio Ferroni (1947)
- Il principe ribelle, regia di Pino Mercanti (1947)
- Antonio di Padova, regia di Pietro Francisci (1949)
- Vivere a sbafo, regia di Giorgio Ferroni (1949)
- L'imperatore di Capri, regia di Luigi Comencini (1949)
- Signorinella, regia di Mario Mattoli (1949)
- Margherita da Cortona, regia di Mario Bonnard (1950)
- Gli inesorabili, regia di Camillo Mastrocinque (1950)
- La vendetta di una pazza, regia di Pino Mercanti (1951)
- Io sono il Capataz, regia di Giorgio Simonelli (1951)
- Il tenente Giorgio, regia di Raffaello Matarazzo (1952)
- Don Camillo, regia di Julien Duvivier (1952)
- La cieca di Sorrento, regia di Giacomo Gentilomo (1952)
- Io, Amleto, regia di Giorgio Simonelli (1952)
- La carovana del peccato, regia di Pino Mercanti (1952)
- Torna!, regia di Raffaello Matarazzo (1953)
- Il ritorno di don Camillo, regia di Julien Duvivier (1953)
- La barriera della legge, regia di Piero Costa (1954)
- Napoli terra d'amore, regia di Camillo Mastrocinque (1954)
- I tre ladri, regia di Lionello De Felice (1954)
- Lo scapolo, regia di Antonio Pietrangeli (1955)
- Don Camillo e l'onorevole Peppone, regia di Carmine Gallone (1955)

### Teatro
- Quando la luna è blu, regia di Luigi Cimara (1954)

## Prosa televisiva Rai
- La maestrina, regia di Dino Di Luca e Luigi Di Gianni, trasmessa il 17 settembre 1956.

## Doppiaggio
- Bob Steele in Il grande sonno (doppiaggio originale)
- Nino Crisman in Se fossi deputato